# Royal Ordnance
Royal Ordnance plc wurde am 2. Januar 1985 als Public Limited Company gebildet, um den Bereich der Waffenherstellung der Royal Ordnance Factories (ROFs) zusammenzufassen. Die Produktion umfasste Sprengstoffe, Munition, Kleinwaffen wie das Lee-Enfield Gewehr, Kanonen und Militärfahrzeuge wie Panzer in 16 Fabriken mit ca. 19.000 Mitarbeitern. Heute firmiert sie als BAE Systems Global Combat Systems Munitions.

## Geschichte
Die Royal Ordnance Factories (ROFs) gehen zurück auf das Jahr 1560 mit der Gründung der Royal Gunpowder Factory (RGPF) in Waltham Abbey, Essex. Später kamen die Royal Small Arms Factory (RSAF) in Enfield Lock und das Royal Arsenal in Woolwich hinzu. Zur Zeit des Zweiten Weltkriegs waren bei insgesamt 40 ROFs rund 300.000 Mitarbeiter beschäftigt. Die Zahl der Beschäftigten sank in der Nachkriegszeit dramatisch. Die 1985 zu Zwecken der Privatisierung gegründete Royal Ordnance plc wurde von der British Aerospace (BAe) im April 1987 gekauft, die 1999 in BAE Systems umbenannt wurde. Der Name Royal Ordnance wurde weiter verwendet, die Standorte firmierten als Royal Ordnance oder später als RO Defence.
1991 übernahm Royal Ordnance das deutsche Unternehmen Heckler & Koch. Weil Royal Ordnance bislang keine Handfeuerwaffen nach Deutschland verkauft hatte und somit keine Addition von Marktanteilen dafür zu erwarten war, erlaubte das Kartellamt die Übernahme. Nach Klagen von Opferangehörigen gegen Schusswaffenhersteller in den USA versuchte BAE die aufgekaufte Tochterfirma Ende der 1990er Jahre erfolglos wieder zu verkaufen. Als Grund gab BAE an, man wolle sich auf höherwertige Waffensysteme konzentrieren. Die Heckler & Koch Maschinen- und Anlagenbau GmbH wurde dann 1995 in einem Asset Deal an die neu gegründete Schwäbische Werkzeugmaschinen GmbH verkauft.
2004 erwarb BAE Systems die Alvis-Gruppe und brachte dessen Militärsparte Vickers zusammen mit Royal Ordnance plc in die BAE Land Systems ein. Der Name Royal Ordnance wurde fallen gelassen. Heute lautet die Bezeichnung der Geschäftseinheit BAE Systems Global Combat Systems Munitions.